# Stochomys longicaudatus
Stochomys longicaudatus é uma espécie de roedor da família Muridae.
Pode ser encontrada nos seguintes países: Benim, Camarões, República Centro-Africana, República do Congo, República Democrática do Congo, Guiné Equatorial, Gabão, Nigéria, Togo e Uganda.
Os seus habitats naturais são: florestas subtropicais ou tropicais húmidas de baixa altitude.